# Luotosenjärvi
Luotosenjärvi är en sjö i Finland. Den ligger i kommunen Vederlax i landskapet Kymmenedalen, i den södra delen av landet, 140 km öster om huvudstaden Helsingfors. Luotosenjärvi ligger 28,8 meter över havet. I omgivningarna runt Luotosenjärvi växer i huvudsak barrskog. Arean är 56,1 hektar och strandlinjen är 6,37 kilometer lång. Sjön  ingår i Finska vikens kustområde. 